# Manuel Silva Acevedo
Manuel Silva Acevedo (Santiago de Xile, 10 de febrer de 1942) és un poeta xilè de l'anomenada generació literària de 1960 o generació dispersa. El 2016 va ser guardonat amb el Premi Nacional de Literatura de Xile.
Va néixer en el carrer Ejército i la seva infància i primera adolescència van transcórrer al barri República. Va anar a l'escola parroquial del carrer Vergara i va realitzar els seus estudis secundaris en l'Institut Nacional on va començar a escriure als 15 anys i on, el 1959, va ser president de la seva Acadèmia de Lletres, i els superiors en l'Institut Pedagògic i l'Escola de Periodisme de la Universitat de Xile.
El 1967, va publicar el seu primer poemari, Perturbaciones, als 25 anys. Va escriure el seu segon llibre el 1972, Lobos y ovejas, publicat per la galeria de Paulina Waugh quatre anys més tard, en 1976, en una plaquette. Però el tom va desaparèixer aquest mateix any en un incendi. Va treballar durant 25 anys com a publicitari.
El 1990 va començar la seva col·laboració amb l'Editorial Universitària, on, entre altres coses, va realitzar edicions de poetes xilens com Ángel Cruchaga Santa María i Max Jara. El 2014, Cara de hereje (2000) va ser traduït al grec per Jaime Svart i Anna Kapara i Lobos y ovejas va aparèixer a Buenos Aires en versió bilingüe amb traducció a l'anglès de Daniel Borzutzky.

## Premis
- Premi Luis Oyarzún amb Lobos y ovejas, atorgat per la revista Trilce i la Universitat Austral (1972)
- Llibre d'Or per al seu llibre Mester de bastardia (1997)
- Premi Eduardo Anguita de l'Editorial Universitària (1997)[8]
- Premi del Cercle de Crítics de Valparaíso per Dia quinto (2003)
- Premi Jorge Teillier, Universitat de la Frontera (2012)[9]
- Premi Nacional de Literatura de Xile (2016)